# Алейников, Сергей Петрович
Серге́й Петро́вич Але́йников (1 [14] февраля 1909 года — 19 сентября 1983 года) — участник советско-финской и Великой Отечественной войн, в годы Великой Отечественной войны — гвардии майор, штурман 16-го гвардейского авиационного полка 1-й гвардейской авиационной дивизии 1-й гвардейский авиационный корпус дальнего действия, Герой Советского Союза (19.08.1944), полковник.

## Биография
Родился 1 (14) февраля 1909 года в деревне Затишье ныне Могилёвского района Могилёвской области в семье рабочего. Белорус. Член ВКП(б) с 1940 года. Образование среднее. Работал на железнодорожной станции Климовичи Могилевской области.
В Красной армии с 1929 года. В 1930 году окончил Московскую школу ВВС. Участник советско-финской войны 1939—1940 годов.
Участник Великой Отечественной войны с августа 1941 года. Алейников летал штурманом в экипаже командира бомбардировщика И. Ф. Андреева. Первые 2 боевых вылета он совершил в сентябре 1941 года в районе города Демянск на бомбардировку колонны танков противника.

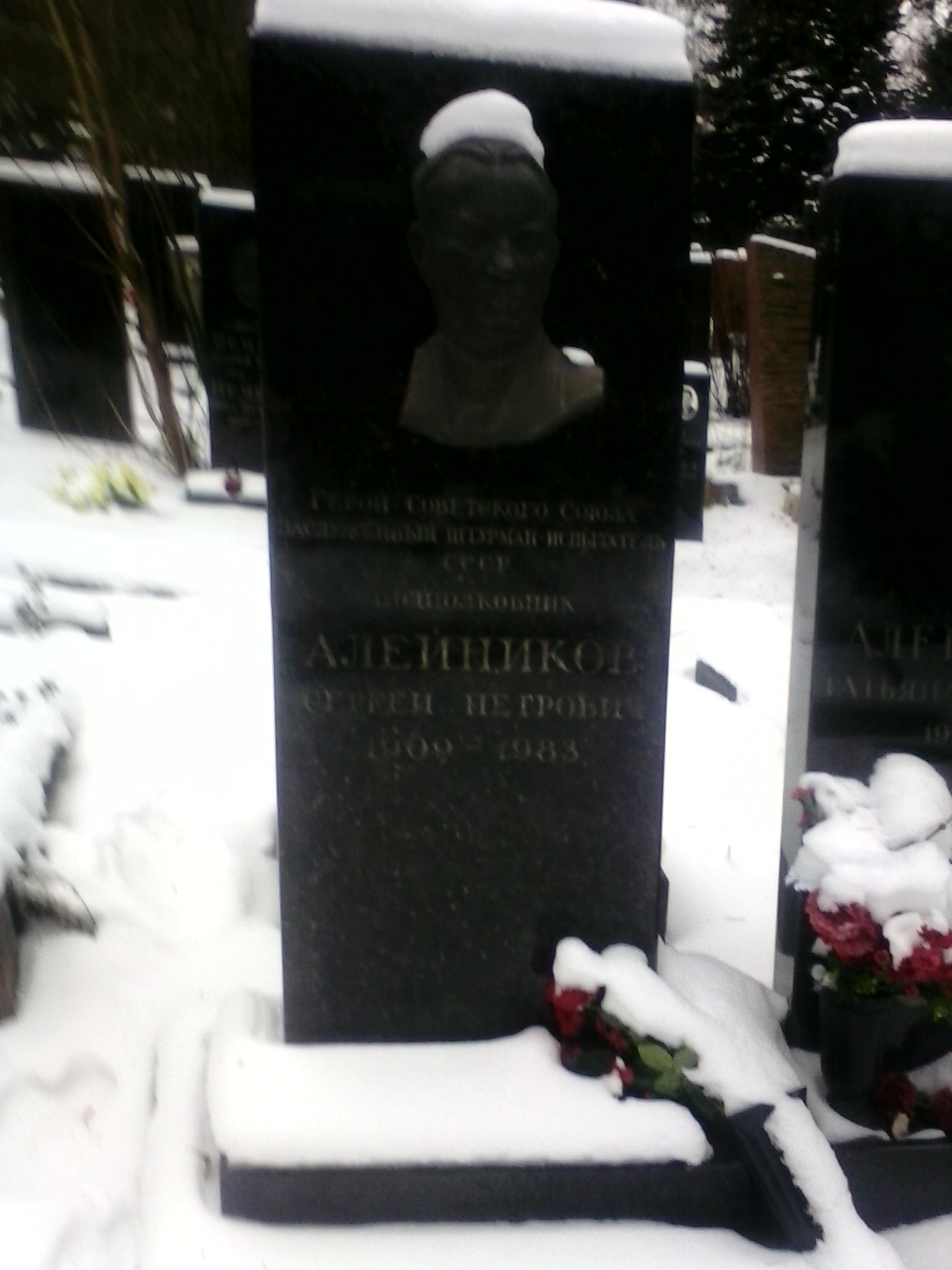
Могила Алейникова на Кунцевском кладбище Москвы.

Участвовал в битве за Москву. Дважды горел в воздухе.
В конце 1941 года 420-й авиаполк передал оставшиеся машины Ер-2 в другие части и был обращён на формирование нового 748-го авиаполка АДД, который вооружили бомбардировщиками ДБ-3ф (Ил-4). Так штурман Алейников пересел на Ил-4.
18 августа 1942 года 748-й авиаполк, в котором служил Алейников, в числе первых в авиации дальнего действия был преобразован во 2-й гвардейский.
25 августа 1942 года, когда полк летал бомбить Берлин, Алейников с экипажем вторично не вернулся на свой аэродром. Самолёт был подбит фашистскими истребителями. Загорелось правое крыло, огонь стал подбираться к кабине. Командир приказал всем выброситься с парашютом. Благодаря сильному западному ветру удачно приземлились на своей территории.
5 сентября 1942 года Алейников прокладывал путь на Будапешт. Самолёт часто попадал в нисходящие и восходящие потоки воздуха. Иногда машина проваливалась на 500—600 метров. Над Будапештом погода улучшилась. После того как на военные объекты сбросили бомбы, возникло несколько очагов пожара.
13 сентября 1942 года штурман Алейников в составе 1-й эскадрильи 2-го гвардейского авиаполка наносил бомбовые удары по военно-промышленным объектам Данцига (Гданьск) и Тильзита (Советск). В Данциге возникло большое число очагов пожара, из них 7 — крупных. Лишь в районе складов портового управления в данцигской верфи было зафиксировано 9 очагов пожара и несколько взрывов.
С 17 по 27 сентября 1942 года штурман Ил-4 Алейников принимал активное участие по разгрому группировок противника в районе Сталинграда, делая по 2 боевых вылета в ночь, что составило 16 вылетов. 20 сентября бомбардировал скопление войск противника в районе Сталинграда, в результате бомбометания возник сильный взрыв — прямое попадание в склад с боеприпасами.
К 25 мая 1943 года Алейников, летая в экипаже И. Ф. Андреева, совершил 172 боевых вылета. Экипаж подверг бомбардировке скопления железнодорожных эшелонов с боеприпасами и мотомехчастями на станциях Брянск, Витебск, Смоленск, Минск, Гомель, Орёл, Вильно, Курск, Двинск, Псков, Невель, Дно, Сычёвка, Щигры, Вязьма, Барановичи, Полоцк. Подверг бомбардировке скопления войск и живой силы противника в районах: Ржев, Гжатск, Сычёвка, Витебск, Сталинград.
В конце мая 1943 года Алейникова назначили штурманом 16-го гвардейского авиаполка АДД. Он стал летать в экипаже гвардии подполковника А. Цейгина.
Командование доверяло гвардии майору Алейникову самые ответственные боевые задания. К маю 1944 он совершил 221 боевой вылет на разведку и бомбардировку объектов в глубоком тылу врага, не имея ни одного случая потери ориентировки. Над целью всегда делал по 3-4 захода. Бомбил противника только прицельно.
Указом Президиума Верховного Совета СССР от 19 августа 1944 года за образцовое выполнение боевых заданий командования на фронте борьбы с немецко-фашистскими захватчиками и проявленные при этом отвагу и геройство гвардии майору Алейникову Сергею Петровичу было присвоено звание Героя Советского Союза с вручением ордена Ленина и медали «Золотая Звезда» (№ 4078).
После войны С. П. Алейников — на лётно-испытательной работе. Участвовал в испытании новой авиационной техники и приборов.
С 1974 года С. П. Алейников на пенсии. Жил в городе Москве. Умер 19 сентября 1983 года.

Указом Президиума Верховного Совета СССР от 19 августа 1944 года за образцовое выполнение боевых заданий командования на фронте борьбы с немецко-фашистскими захватчиками и проявленные при этом отвагу и геройство гвардии майору Алейникову Сергею Петровичу было присвоено звание Героя Советского Союза с вручением ордена Ленина и медали «Золотая Звезда» (№ 4078).

## Награды и звания

### Награды
- Медаль «Золотая Звезда» Героя Советского Союза
- Два ордена Ленина (25.03.43; 19.08.44)
- Орден Красного Знамени (20.02.42)
- Орден Александра Невского (№ 39480 от 13.07.45)
- Орден Отечественной войны I степени (№ 5 от 20.06.42)
- Орден Красной Звезды (03.11.44)
- 12 медалей

### Почётные звания
- «Заслуженный штурман-испытатель СССР» (1964)

## Память
- Похоронен в Москве на Кунцевском кладбище, могила является объектом культурного наследия.
- В средней школе № 20 города Могилёва музей назван именем Героя.
- Средняя школа № 20 города Могилева носит имя С.П.Алейникова
- В Могилёве названа улица в честь Героя.
- В год 100-летия рождения С. П. Алейникова в Белоруссии издан художественно-маркированный конверт.
- На доме в Москве (Кудринская площадь, дом 1), где проживал С.П. Алейников, в августе 2018 года была установлена мемориальная доска.
- В посёлке Некрасовский Дмитровского района Московской области в июне 2019 года установлена мемориальная доска.
- В Белорусском государственном музее истории Великой Отечественной войны хранятся личные вещи, документы и фотографии Сергея Петровича Алейникова, переданные им лично в 1960 году. В экспозиции музея представлена групповая фотография летного экипажа, в составе которого воевал Сергей Петрович[3].